# Rõhu (Koeru)
Rõhu – wieś w Estonii, w prowincji Järva, w gminie Koeru.